# Баренбаум, Иосиф Евсеевич
Ио́сиф Евсе́евич Баренба́ум (13 июня 1921, Канев, Киевская губерния — 30 декабря 2006, Санкт-Петербург) — советский и российский книговед, доктор филологических наук (1967), профессор (1968), заслуженный деятель науки Российской Федерации, действительный член РАЕН (1992). Один из авторов издания «Книга: энциклопедия».

## Биография
Иосиф Евсеевич Баренбаум родился 13 июня 1921 года в г. Каневе (ныне — Черкасской области).
В 1945 году окончил Ленинградский государственный университет. В 1953 году окончил аспирантуру Ленинградского библиотечного института, защитил кандидатскую диссертацию «Свобода печати в теории и практике французской революции 1848 года» .
В 1951—2002 годах — преподаватель Ленинградского государственного института культуры имени Н. К. Крупской. В 1966 году защитил докторскую диссертацию «Легальное демократическое книжное дело в России, 1856—1874 гг.» (в 3 томах).
С 1978 по 1989 год — заведующий кафедрой общей библиографии и книговедения. Участник Великой Отечественной войны.
Учёный-энциклопедист в области книговедения. Член бюро Комиссии комплексного изучения книги Научного совета по истории мировой культуры РАН; автор большого числа фундаментальных научных работ в области книговедения, в частности учебника «Всеобщая история книги» (в соавторстве с И. А. Шомраковой). В 1986 году увидела свет книга «Книжный Петербург — Ленинград» (в соавторстве с Н. А. Костылевой), расширенное и дополненное переиздание которой в 2003 году получило название «Книжный Петербург. Три века истории. Очерки издательского дела и книжной торговли».
Умер 30 декабря 2006 года в Санкт-Петербурге.

## Награды и звания
- Орден Красной Звезды
- Орден Отечественной войны I степени
- орден Почёта (1998)[3]
- Медаль «За оборону Ленинграда»
- Заслуженный деятель науки России (31 декабря 1992) - за заслуги в научной деятельности[4]
- Международный орден Белого Креста
- отличник высшей школы
- Международным библиографическим центром США и Великобритании неоднократно удостаивался звания «Человек года».

## Научные труды
- Баренбаум И. Е. Н. А. Серно-Соловьевич (1834—1866): Очерк книготорговой и книгоиздательской деятельности. — М.: Книжная палата, 1961. — 136, [2] с. — (Деятели книги). — 2470 экз. (обл.)
- Баренбаум И. Е. Книжный Петербург. — М.: Книга, 1980. — 257 с.
- Баренбаум И. Е. История книги : учебник для студентов библиотечных факультетов институтов культуры и педагогических вузов / Рец. А. М. Иоффе; Ред. Э. Б. Кузьмина; Худ. Е. Ю. Воронцова. — Изд. 2-е, перераб. — М.: Книга, 1984. — 245 [3] с.: ил. — 60 000 экз.
- Баренбаум И. Е., Костылева Н. А. Книжный Петербург — Ленинград. — Л.: Лениздат, 1986. — 447 с.
- Баренбаум И. Е. Книжный Петербург. Три века истории. Очерки издательского дела и книжной торговли. — СПб.: КультИнформПресс, 2003. — ISBN 5-8392-0225-8.